# Microcyba erecta
Microcyba erecta là một loài nhện trong họ Linyphiidae.
Loài này thuộc chi Microcyba. Microcyba erecta được Herman Theodor Holm miêu tả năm 1962.